# 電子政府
電子政府（、英: E-government、eGov、e-gov）とは、主にコンピュータネットワークやデータベース技術を利用した政府を意味する。また、そのような技術の利用によって政府の改善、具体的には行政の効率化やより一層の民意の反映・説明責任の実行などを目指すプロジェクトを指す。

## 概要
最も単純な形態としては、イントラネットの導入による行政処理の効率化や、ウェブサイトにおける行政活動の紹介、情報公開、行政サービスに関する情報の提供が挙げられる。
より複雑な技術的、組織的取組を伴うものとしては、行政サービスの提供をオンライン（ウェブサイトや専用端末の専用インターフェースなど）で行うものがある。これは一般市民に対して住民票を提供するようなサービスもあれば、行政が管轄下の事項に関する各種の申請手続を電子的に、すなわちウェブサイトや電話回線を利用した通信で、受け付けるものなどもある。
英語でe-Governmentと称されるプロジェクトは、Governmentの定義が必ずしも行政府に限定されず、電子投票、市民立法など立法部門に関わる電子技術の活用も含むことがある。司法についても並行する動き（電子司法、電子裁判）がある。日本では日本経済再生本部で平成29年（2017年）から裁判手続等のIT化検討会が行われた。
関連して、政策論議や世論調査、立法府の投票、行政へのパブリックコメントなどを電子的に行ういわゆる電子民主主義の試みがある。
取引を伴う場合には、電子商取引と同じく、セキュリティ、暗号化、電子認証、個人情報保護などの技術的、政策的問題が関わることになる。
用語
- Government to Citizen(G2C) ‐ 電子政府から国民、市民へ
- Government to Business(G2B) ‐ 電子政府から企業へ
- government-to-employees (G2E) - 電子政府から雇用者へ
- government-to-government(G2G) ‐ 電子政府から政府・行政機関へ
- C2G ‐ 市民から電子政府へ。電子行政参加（英語版）（e-participation）
- 各公共部門内（InG）

## 各国の取り組み
詳しくはen:E-government#By_country

### ウクライナ
2020年にアプリ『Diia』(ウクライナ語: Дія)がリリースされた。戦時下においても行政手続きが行え、政府へ様々な戦場の情報を提供し、身分証やワクチン接種証明書などの公的な証明提示にも使われる。

### エストニア
エストニアは世界で最も発達した電子政府国家である。2023年9月25日時点で、唯一離婚以外の行政手続きは全てオンラインで出来る。しかし、唯一出来ないオンラインでの離婚手続きも2024年には出来るようになる見込みである。結婚、不動産売買、免許証更新、出生届、死亡届、住所登録など2500を超える行政サービスが全て含まれる。
選挙も電子投票が可能で、2023年3月5日に行われた議会選挙では、電子投票率が紙での投票率を超えた。また、若者の投票率は低いものの、日本よりは高く、若者においては電子投票率が6割を超えている。さらに、現在ではパソコンからの投票しか出来ないが、早ければ2024年にはモバイル端末でも投票が可能となるため、投票率の上昇が予想されている。

### 日本
日本では、1994年の高度情報通信社会推進本部の設立、行政情報化推進計画の策定から始まり、2000年12月に高度情報通信ネットワーク社会形成基本法（IT基本法）が制定された。これに基づき2001年作成されたIT基本戦略（後のe-Japan戦略）によって電子政府の実現は重点政策課題のひとつとされた。
日本政府は、2018年には「デジタル・ガバメント実行計画」を閣議決定。「デジタル・ガバメント」を「サービス、プラットフォーム、ガバナンスといった電子政府に関する全てのレイヤーがデジタル社会に対応した形に変革された状態」と定義し、「電子政府」の発展的段階としてIT国家戦略の中心概念とした。デジタル技術を使って、手続のワンストップ化を実現することを謳った。その後、2019年12月20日に閣議決定。
2020年9月に発足した菅義偉内閣は、デジタル庁設置など、デジタル・ガバメント実現に向けた取組みの加速・強化を重要施策として掲げた。
「e-Gov」（イーガブ、e-gov.go.jp）と名付けられた総務省行政管理局、現在はデジタル庁が運営するポータルサイト、電子申請の窓口は「e-gov電子申請」などがある。

### 地方自治体DXの推進
日本の地方自治体DXは、中央政府主導のガバメントクラウドや標準準拠システム導入と並行し、総務省とデジタル庁の連携で推進されている。2020年12月策定の「自治体DX推進計画」は、2026年度（令和8年）までに基幹業務20システムの標準化を義務付けるほか、AI・RPAの活用やセキュリティ対策、デジタルデバイド対策などを重点事項とし、小規模自治体にも適用可能な支援手順書や参考事例集を整備している。

### アメリカ
アメリカではクリントン政権のNII構想に「インターネットによる政府情報へのアクセス提供」が盛り込まれ、Government Paperwork Elimination Actを策定し、電子ファイルと電子署名の利用を促進するとともに、トランザクション（情報の受発信）について、2003年までにオンライン化を実現することを目標とした。NII構想では具体的に税務申告手続の電子化、紙による文書作成の撤廃、政府の総調達でのEDI化などを挙げている。
また、電子政府計画の“E-GOVERNMENT” INITIATIVESに基づいて、連邦政府がオンラインで提供する全ての情報を集約した公式ホームページ「FirstGov」を開設している。

### イギリス
イギリスでは1999年4月に全行政手続の電子化を目標としたModernizing Governmentを策定した。
1999年にGSI(Government Secure Intranet)に全省庁のシステムを統合させており、地方公共団体や医療機関への接続を推進している。2004年までに新しい公文書をすべて電子化し、2000年までに政府調達手続の90%を電子化するとし、2005年に全行政手続の電子化を実現することを目標とした。

### ロシア
ogic.ruが、政府ポータルとして活用されていたが、2009年11月25日にロステレコムが開発した政府ポータルサイトGosuslugi(ロシア語：Госуслуги) のテストモードが立ち上げられ、正式サービスは2009年12月15日から開始された。
2023年4月11日、Gosuslugiで兵役の招集令状を表示された時点で、招集令状が送達されたとみなす法案が可決された。

### 参考文書
- 電子政府のガバナンス: 拡張型技術演用枠組みからの一考察 著:藤井秀之、編:東京大学行政学研究会 ISSN 1349-9971